# 1st Marine Aircraft Wing

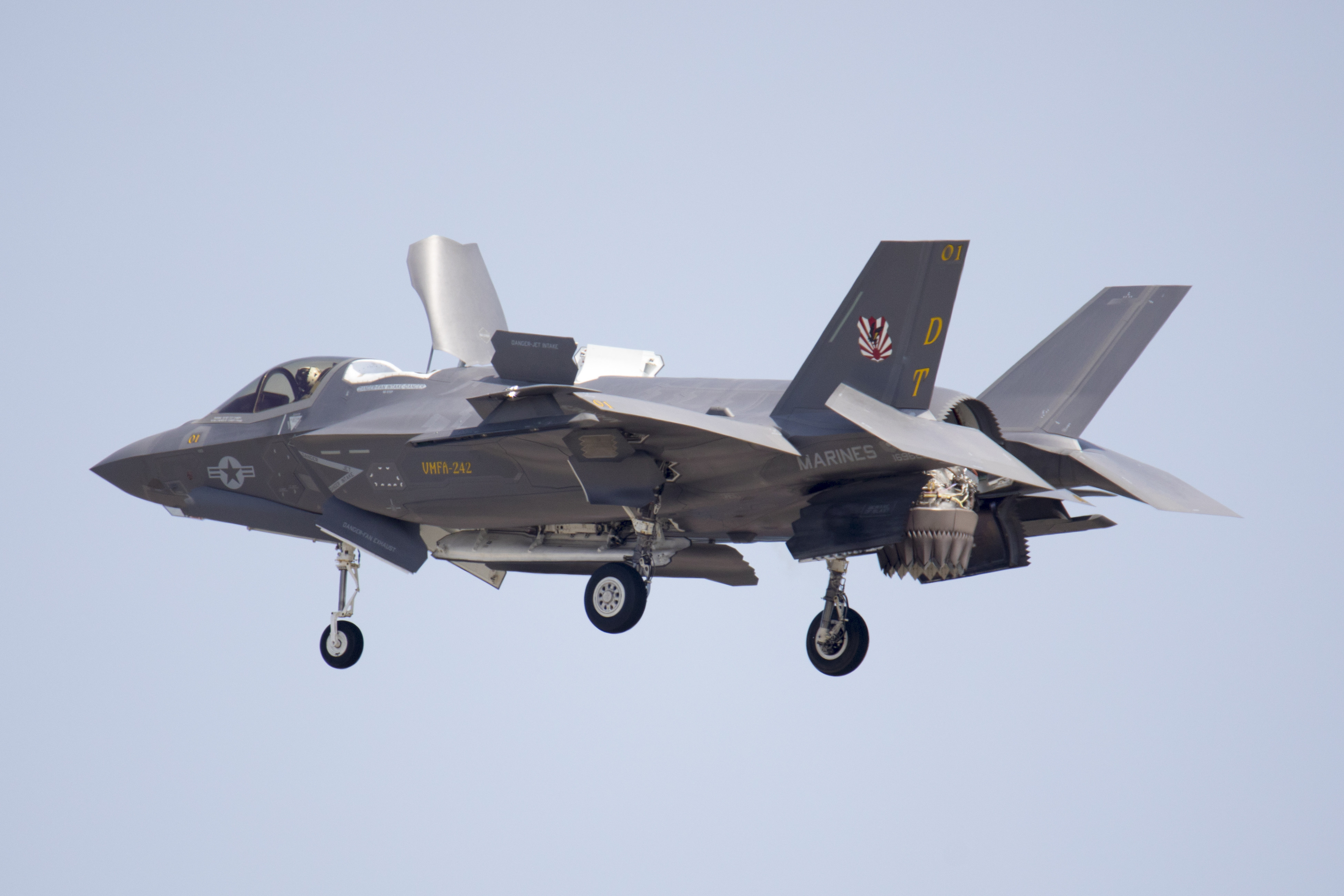
F-35B Lighning II del VMFA-242

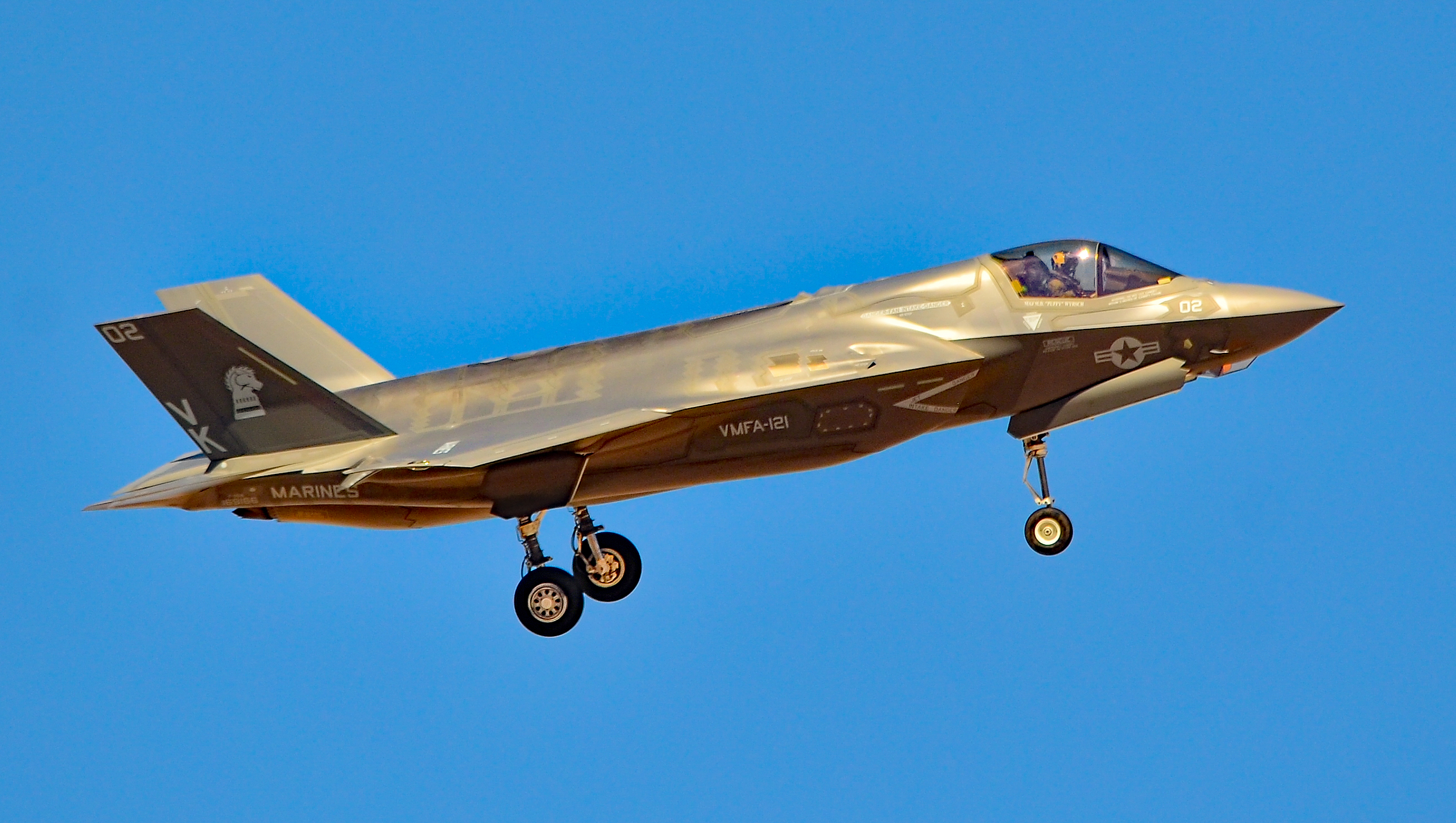
F-35B Lighning II del VMFA-121

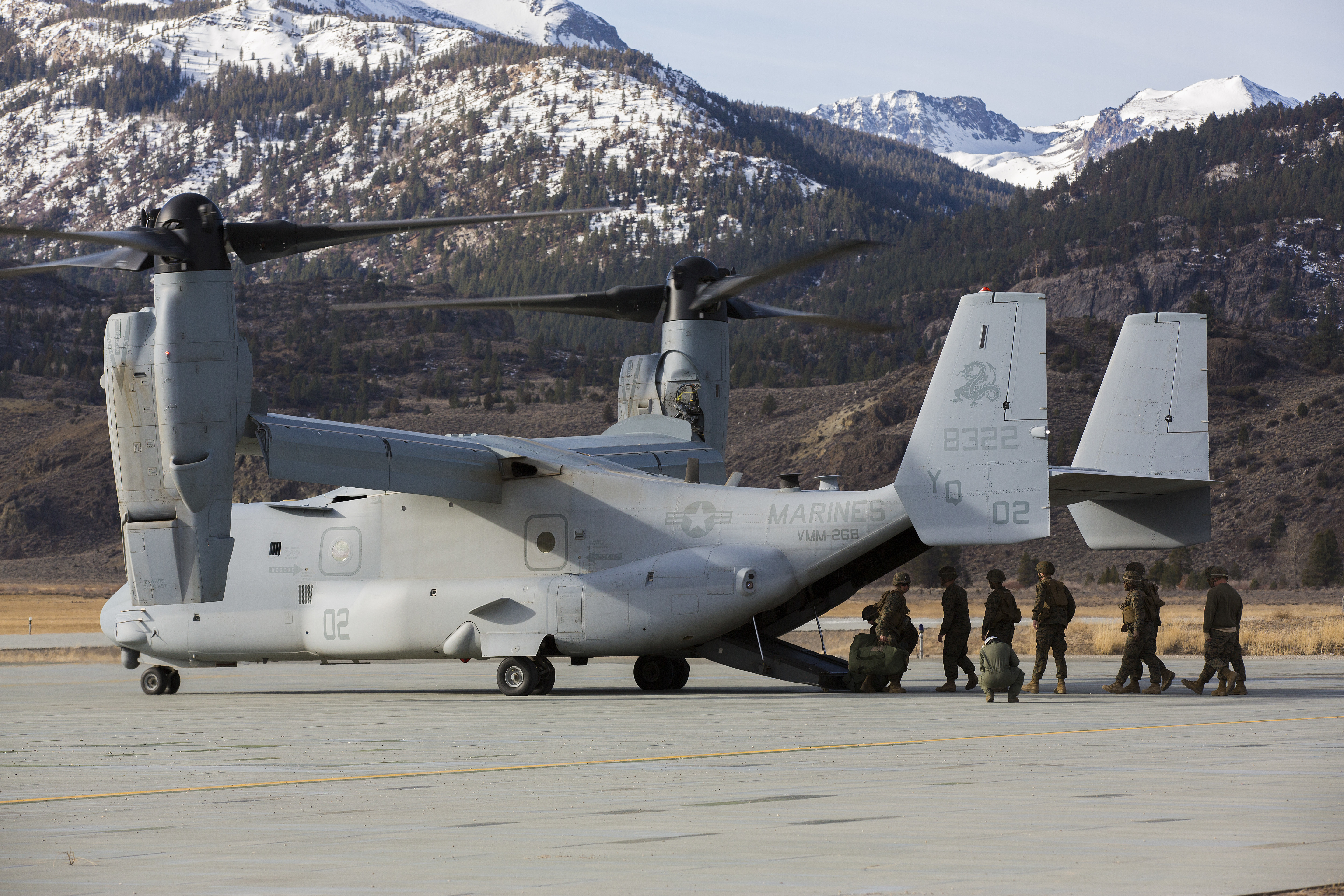
MV-22B del VMM-268

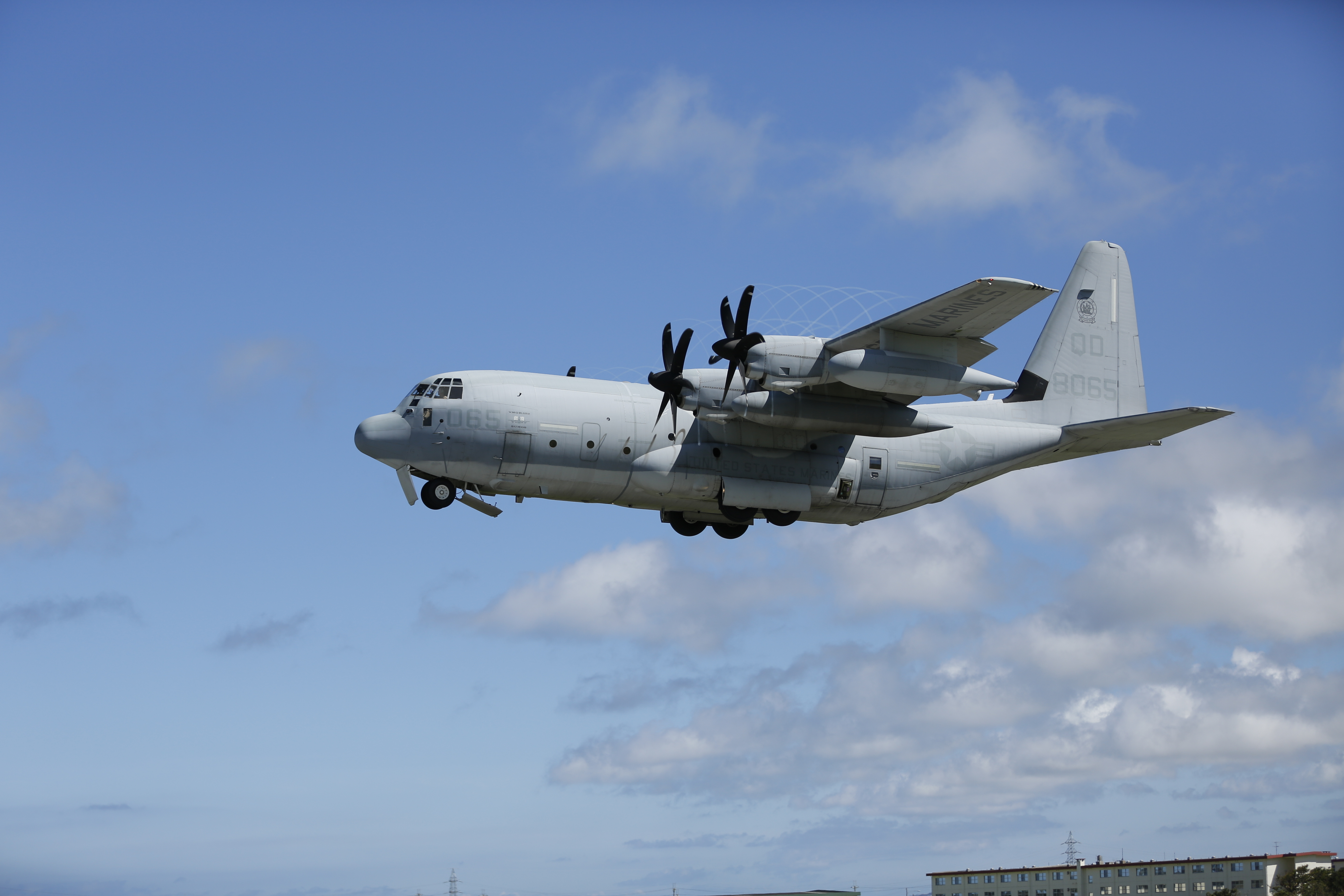
KC-130J del VMGR-152

Il 1st Marine Aircraft Wing è uno stormo aereo dello United States Marine Corps. Il suo quartier generale è situato presso Camp Foster, Okinawa, Giappone.

## Equipaggiamento
Lo stormo dispone dei seguenti velivoli:
- 32 F-35B
- 15 KC-130J
- 4 RQ-21A
- 12 CH-53E
- 36 MV-22B
- 15 AH-1Z
- 12 UH-1Y

## Missione
Guidato da un generale di brigata con quartier generale a Camp Foster, il 1st Marine Aircraft Wing è l'elemento di combattimento dell'aviazione della III Marine Expeditionary Force e la sua missione è condurre operazioni aeree a sostegno delle forze dei Marines della flotta e include supporto aereo offensivo, supporto anti-aereo, ricognizione aerea comprese contromisure elettroniche attive e passive e controllo di aerei e missili. Come funzione collaterale, lo stormo può partecipare come componente integrante dell'aviazione navale nell'esecuzione di altre funzioni della Marina che il comandante della flotta può dirigere.
Il 1st MAW è composto da circa 7.500 marines e marinai, ed è organizzato in un gruppo di attacco ad ala fissa/caccia (Marine Aircraft Group 12 di stanza presso la Marine Corps Air Station Iwakuni), due gruppi di assalto/supporto rotanti (MAG-36 di stanza presso l'MCAS Futenma; MAG -24 di stanza alla Base del Corpo dei Marines di Kaneohe Bay, Hawaii) e un gruppo di comando e controllo dell'aviazione (Marine Air Control Group 18).
Gli aeromobili ad ala rotante, il controllo aereo e le risorse di supporto a terra dell'aviazione del MAG-36 sono di stanza presso la stazione aerea del Corpo dei Marines di Futenma, in Giappone. Questi includono il CH-53 Super Sea Stallion e MV-22 Osprey. Gli elicotteri d'attacco AH-1Z Cobra, gli elicotteri UH-1Y Huey e il KC-130J Super Hercules, anch'essi di stanza presso l'MCAS Futenma, forniscono una potente combinazione di potenza di fuoco e supporto d'assalto.
Le restanti unità dello stormo sono di stanza presso l'MCAS Iwakuni, nel Giappone continentale e includono F-35B Lightning II. Inoltre, l'unità dispone di velivoli CH-53 Sea Stallion a Kaneohe Bay, Hawaii.
Il 1st MAW è supportato dallo Unit Deployment Program. Due squadriglie F/A-18, una squadriglia di elicotteri per carichi pesanti e una squadriglia di elicotteri da attacco leggero sono schierati in Giappone ogni sei mesi dagli Stati Uniti.
Il 1st MAW si è distinto sia nelle operazioni di combattimento che negli interventi umanitari in tutta l'Asia e l'area del Pacifico. Per anni, il 1st MAW è stato un protagonista nel fornire aiuti alle aree devastate da tsunami, tifoni, smottamenti e altri disastri.

## Organizzazione
- Marine Wing Headquarters Squadron 1
- Marine Aircraft Group 12, Marine Corps Air Station Iwakuni, Giappone
  -  Marine Aviation Logistics Squadron 12
  -  Marine Fighter/Attack Squadron 242, codice visivo di coda DT - Equipaggiato con 16 F-35B Lighning II
  -  Marine Fighter/Attack Squadron 121, codice visivo di coda VK - Equipaggiato con 16 F-35B Lighning II
  -  Aerial Refueler and Transport Squadron 152, codice visivo di coda QD - Equipaggiato con 15 KC-130J
- Marine Aircraft Group 24, Marine Corps Air Station Kaneohe Bay, Hawaii
  -  Marine Aviation Logistics Squadron 24
  -  Marine Medium Tiltrotor Squadron 268, codice visivo di coda YQ - Equipaggiato con 12 MV-22B
  - Marine Medium Tiltrotor Squadron 363, codice visivo di coda YZ - Equipaggiato con 12 MV-22B
  - Aerial Refueler and Transport Squadron 153, codice visivo di coda KB - Equipaggiato con 17 KC-130J
  -  Marine UAV Squadron 3 - Equipaggiato con 4 RQ-21A
- Marine Aircraft Group 36, Marine Corps Air Station Futenma, Giappone
  -  Marine Aviation Logistics Squadron 36
  -  Marine Medium Tiltrotor Squadron 262, codice visivo di coda ET - Equipaggiato con 12 MV-22B
  -  Marine Medium Tiltrotor Squadron 265, codice visivo di coda EP - Equipaggiato con 12 MV-22B
- Marine Wing Support Group
  -  Marine Wing Support Squadron 171, Marine Corps Air Station Iwakuni, Giappone
  - Marine Wing Support Detachment 24, Marine Air Station Kaneohe Bay, Hawaii
  -  Marine Wing Support Squadron 172, Marine Air Station Futenma, Giappone
  -  Marine Wing Support Squadron 174, Marine Corps Air Station Kaneohe Bay, Hawaii
- Marine Air Control Group 18, Marine Corps Air Station Futenma, Giappone
  -  Marine Air Control Squadron 4
    - ATC Company K, Marine Air Station Futenma, Giappone
    - ATC Company L, Marine Corps Air Station Iwakuni, Giappone
    - ATC Company M, Marine Air Station Kaneohe Bay, Hawaii
    - ATC Company A, Marine Air Station Futenma, Giappone
    - ATC Company B, Marine Air Station Futenma, Giappone

  -  Marine Air Support Squadron 2
  - 1st Low Altitude Air Defense Battalion
  -  Marine Wing Communications Squadron 18